# Lausitzer Allianz
Die Lausitzer Allianz e. V. (obersorbisch Łužiska Alianca, niedersorbisch Łužyska Alianca) ist ein Regionalpolitisches Netzwerk der Lausitzer Wenden und Sorben zur indigenen Selbstbestimmung in der Lausitz in der Rechtsform eines eingetragenen Vereins. Ihr Ziel ist es laut Eigenangaben, die politischen Interessen der sorbischen/wendischen Volkes zu vertreten. Bisher schaffte sie es jedoch nicht, an Landtags- oder Bundestagswahlen teilzunehmen, da sie entweder keinen Wahlvorschlag einreichte oder dieser fehlerhaft war. Sie wurde am 26. März 2005 in Cottbus als Serbska Ludowa Strona (SLS, Wendische Volkspartei) gegründet. Auf ihrem III. Kongress am 26. April 2010 in Cottbus wurde sie in Lausitzer Allianz umbenannt.

## Inhaltliches Profil
Das aktuelle Grundsatzprogramm wurde am 1. Juni 2005 in Hoyerswerda verabschiedet. Es betont, dass man sich weder links noch rechts verorten wolle. Die Vereinigung will sowohl als weltanschaulich offene Sammlungsbewegung der Sorben/Wenden als auch als unabhängige regionalpolitische Vereinigung der Lausitz wirksam sein. So strebt die Lausitzer Allianz grundsätzlich eine dezentrale, möglichst bürgernahe Politik an. Der mit dem III. Kongress am 26. April 2010 begonnene Reformprozess, welcher die Änderung des Namens sowie wesentliche Änderungen im Statut beinhaltet, soll mit der grundlegenden Überarbeitung des Grundsatzprogramms fortgesetzt werden. Die Mitgliederversammlung vom 7. Februar 2024 hat beschlossen, die Vereinigung mehr als politisches Netzwerk in Kooperation mit regionalen Bürgerinitiativen aufzustellen.

### Minderheitenpolitik
Die Lausitzer Allianz setzt sich für die Aufnahme eines Minderheitenartikels gemäß der Europäischen Minderheitenschutzkonvention in das Grundgesetz der Bundesrepublik Deutschland ein. Sie will, dass bestehende gesetzliche Regelungen zum Minderheitenschutz verbindlicher gestaltet werden.
Die Lausitzer Allianz strebt die Bereitstellung eines Angebots für einen flächendeckend bilingualen Bildungsweg vom Kindergarten bis zur Berufsausbildung für die gesamte Lausitz an. Die sorbische/wendische Sprache soll im angestammten Siedlungsgebiet der Wenden und Sorben gleichen Rang und Rechtsstellung wie die deutsche Sprache erhalten. Das soll auch alle Institutionen öffentlichen und privaten Charakters betreffen, welche für das sorbische Siedlungsgebiet zuständig oder in ihm tätig sind.

### Bildungspolitik
Die Lausitzer Allianz trat nach liberalem Verständnis für eine starke Autonomie der Schulen ein. Sie unterstützt den Ausbau einer fachlich breit aufgestellten Lausitz-Universität in Cottbus, der auch das Sorbische Institut und das Carl-Thiem-Klinikum angegliedert werden sollen.

### Administrative Neuordnung der Ober- und Niederlausitz
Die Lausitzer Allianz unterstützte die Initiative zur Schaffung eines sorbischen Parlaments.

### Wirtschaft
Die Lausitzer Allianz will, dass der Abbau der Braunkohle in Form von Tagebauen in der Nieder- und Oberlausitz schrittweise eingestellt wird. Der Neuaufschluss weiterer Tagebaue wird absolut abgelehnt. Die Elektrizitätserzeugung soll durch dezentrale regenerative Anlagen erfolgen. Die Politik, insbesondere die Raum- bzw. Regionalplanung, soll darauf ausgerichtet werden, dass die Wirtschaft nachhaltig und ressourcenschonend agiert. Die Raum- bzw. Regionalplanung soll die Nieder- und Oberlausitz als einen einheitlichen Wirtschaftsraum betrachten. Schwerpunkt der Wirtschaftspolitik soll die Entwicklung regionaler Wirtschaftskreisläufe innerhalb der lausitzischen Region und die bevorzugte Förderung klein- und mittelständischer Unternehmen sein.

## Politische Tätigkeit

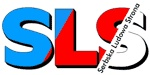
Parteilogo von 2005 bis 2010

Die Vereinigung beteiligte sich an der am 8. Oktober 2007 im Land Brandenburg gestarteten Volksinitiative „Keine neuen Tagebaue – für eine zukunftsfähige Energiepolitik“, welche am 15. Januar 2008 die notwendige Mindestzahl von 20.000 Unterstützungsunterschriften erreicht hat. Das eröffnete die Möglichkeit zur Durchführung eines Volksbegehrens, welches am 10. Oktober 2008 begann und am 9. Februar 2009 endete. Nach dem endgültigen Ergebnis haben sich 25.633 Menschen aus Brandenburg am Volksbegehren beteiligt. Gültig waren 24.501 Eintragungen. Für den Erfolg des Volksbegehrens waren aber 80.000 Stimmen erforderlich.
Anfang des Jahres 2013 startete die Lausitzer Allianz eine Kampagne zur Novellierung des deutschen Bergbaurechtes.
Am 27. März 2009 wurde die Wendische Volkspartei in die Europäische Freie Allianz (EFA) als Mitglied mit Beobachterstatus aufgenommen. Nach der Umbenennung in Lausitzer Allianz erfolgte am 15. Februar 2014 die Aufnahme als Vollmitglied in die EFA. Vom 16. bis 18. April 2015 war sie Gastgeber der EFA-Generalversammlung in Bautzen. Aufgrund Nichtzahlung des Mitgliedsbeitrages wurde die Lausitzer Allianz per Beschluss durch die Generalversammlung der Europäischen Freie Allianz (EFA) am 4. Mai 2023 ausgeschlossen.
Aufgrund seiner satzungswidrigen Tätigkeit für eine andere politische Organisation (Fraktion AfD) wurde Herr Wilhelm-Kell aus der Partei zum April 2024 durch den Kongress der Lausitzer Allianz am 18. Januar 2025 endgültig ausgeschlossen.

### Verhältnis zu sorbischen Vereinen
Zwischen dem sorbischen Dachverband Domowina und der Lausitzer Allianz bestand maßgeblich durch den langjährigen Vorsitzenden Hannes Willhelm-Kell ein distanziertes Verhältnis. Obwohl es zwischen beiden Organisationen bisher zu zwei Konsultationen kam, fand eine Zusammenarbeit nicht statt. Es fand eine Zusammenarbeit zwischen der Initiativgruppe des Serbski Sejm (zunächst „Serbski Sejmik“ genannt) und der Lausitzer Allianz statt.

## Wahlen

### Überregionale Wahlen
Der Bundeswahlausschuss lehnte die Zulassung der Wendischen Volkspartei zur vorgezogenen Bundestagswahl 2005 aus formalen Gründen ab. Bei den danach folgenden Bundestagswahlen trat die Partei nicht an.
Auch zu den seit 2009 stattgefundenen Landtagswahlen in Brandenburg und Sachsen kandidierte die Partei nicht.

### Kommunalwahlen
Zur Kommunalwahl in Brandenburg am 28. September 2008 und am 25. Mai 2014 trat sie im Landkreis Spree-Neiße auf dem Wahlvorschlag der Bürgerinitiative Klinger Runde als «Bürger für die Lausitz – Klinger Runde» an. Die Klinger Runde erreichte dabei jeweils zwei Mandate für den Kreistag im Spree-Neiße-Kreis. In einigen Gemeinden in demselben Landkreis beteiligte sich die Partei mit einigen Kandidaten an den Gemeinderatswahlen. Zur Kommunalwahl am 25. Mai 2014 erreichte die LA in Rohne 19,6 %, wodurch eine Kandidatin (von zweien) in den 5-köpfigen Ortschaftsrat gewählt wurde. In Vetschau/Wětošow gelang der Lausitzer Allianz ebenfalls, eine Stelle im Ortsbeirat des Ortsteiles Laasow/Łaz zu besetzen.

### Wahlen für sorbisch/wendische Gremien
An den Wahlen für den Rat für Angelegenheiten der Sorben/Wenden beim Landtag des Landes Brandenburg im Jahr 2015 hat die Lausitzer Allianz sich nicht beteiligt, andererseits beteiligte sie sich an den ersten Wahlen zum „Serbski Sejm“ („sorbisches Parlament“) im Herbst 2018, zu dessen Initiatoren sie zählte. Sie stellte ebenfalls für die 2. Legislatur des Serbski Sejm 12 Kandidaten für die Niederlausitz und 4 Kandidaten für die Oberlausitz auf.

## Geschichte
Die Gründer der heutigen Lausitzer Allianz beriefen sich auf die Tradition der zwischen 1919 und 1933 existenten Wendischen Volkspartei. Auch nach dem Zweiten Weltkrieg wurde kurzzeitig angedacht, wieder eine sorbische Partei zu begründen. Bei der Gründung des Domowina-Regionalverbandes Niederlausitz am 8. September 1946 in Werben wurde eine Resolution beschlossen, in der unter Punkt 3. die Gründung einer wendischen (sorbischen) Partei gefordert wurde. Dieser Beschluss konnte aufgrund der herrschenden politischen Zustände in der SBZ und dann in der DDR (ab 7. Oktober 1949) nicht realisiert werden. Dieser Versuch, in der unmittelbaren Nachkriegszeit einen Neuanfang zustande zu bringen, scheiterte am kommunistischen Machtanspruch.
Die Idee zur Gründung der heutigen Partei entstand bereits 2001, allerdings bedurfte es erst der öffentlichen Aufmerksamkeit auf den Südschleswigschen Wählerverband im Rahmen der Wahl des Ministerpräsidenten von Schleswig-Holstein 2005, um die Idee letztlich in die Tat umzusetzen, auch wenn von einzelnen Mitgliedern betont wird, man wolle nicht im Kielwasser der Ereignisse mitschwimmen. Der Gründungsparteitag fand am 26. März 2005 in Cottbus statt.
Ähnlich dem Südschleswigschen Wählerverband, der Partei der dänischen und friesischen Volksgruppe in Schleswig-Holstein, möchte die Lausitzer Allianz im Rahmen einer Sonderregelung von der Fünf-Prozent-Hürde ausgenommen werden. Das sieht zwar das brandenburgische, nicht jedoch das sächsische Wahlgesetz vor. Hauptargument der Gründung war, dass das demokratische System in Deutschland auf der Mitwirkung von Parteien beruhe und somit die Domowina als bisherige Interessenvertreterin der Sorben auf politischer Ebene ihrer Rolle nicht gerecht werden könne.